# Francisco Ramos del Manzano

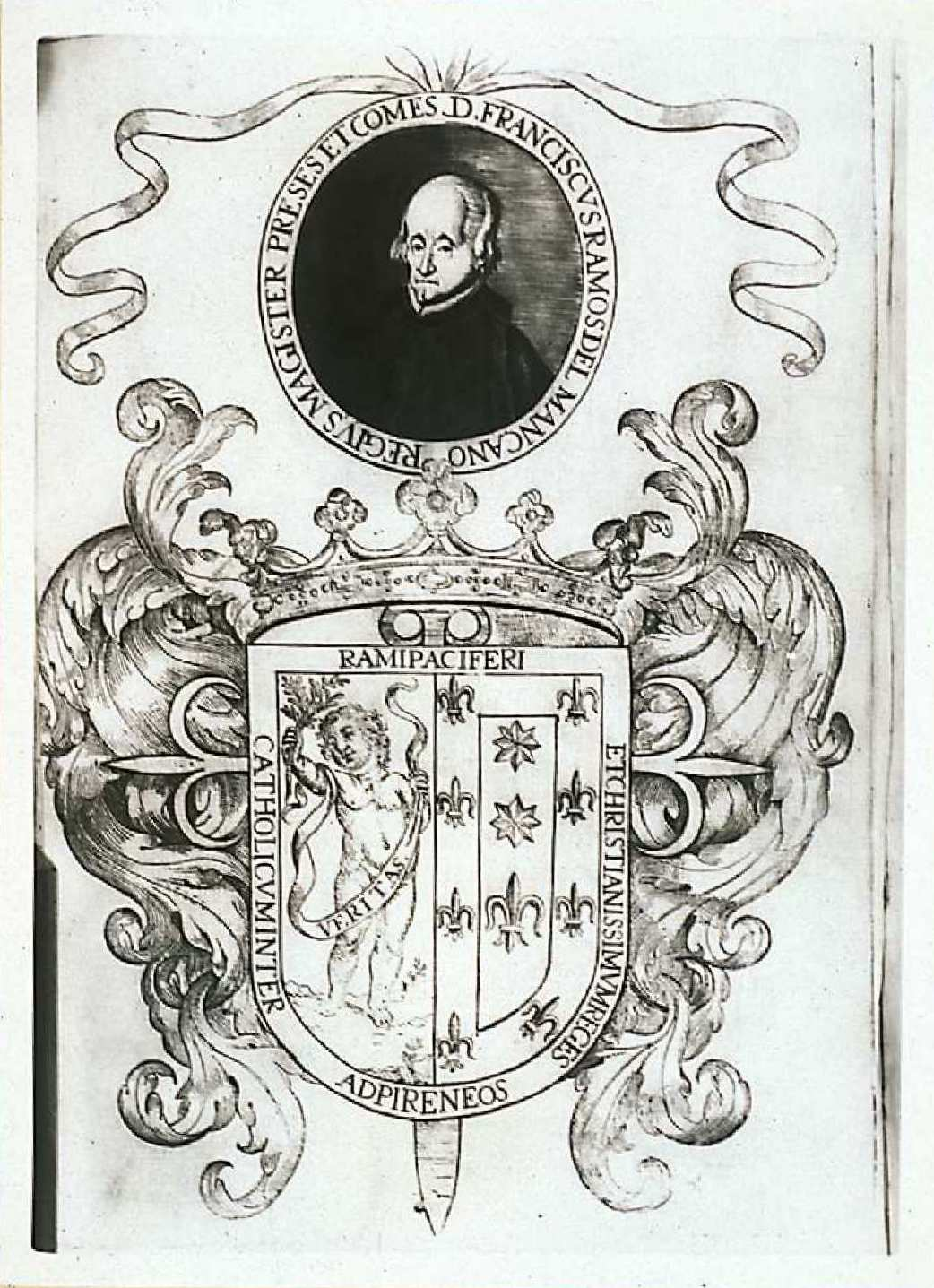
Retrato de Francisco Ramos del Manzano en orla sobre su escudo de armas. Ilustración de Aditiones seu Illustrationes aureae, ad doctissimi Ludovici de Molina de Hispaniarum Primogeniis celebrem tractatum, Matriti, 1680. Biblioteca Nacional de España.

Francisco Ramos del Manzano (Vitigudino, 1604-Madrid, 19 de febrero de 1683), I conde de Francos, fue un jurista y hombre de estado español.

## Biografía
Estudió en la Universidad de Salamanca, de la que posteriormente fue nombrado catedrático de leyes. Fue senador del Milanesado, regente del Consejo de Italia, consejero de Castilla, y embajador plenipotenciario, junto con Luis Méndez de Haro, para la firma del tratado de los Pirineos de 1659. Posteriormente sirvió como maestro de Carlos II.
Entre 1662 y 1671 desempeñó interinamente la presidencia del Consejo de Indias ante la ausencia del presidente titular Gaspar de Bracamonte Guzmán, y en un breve periodo de 1677, la gobernación del Consejo de Castilla, por muerte de su antecesor Pedro Núñez de Guzmán. En reconocimiento a los servicios prestados, en 1678 Carlos II le otorgó el título de conde de Francos.
En los últimos años de su vida abrazó el estado eclesiástico. Muerto en Madrid a los 79 años, fue enterrado en la iglesia de San Julián de Salamanca, donde todavía se conserva su estatua orante, atribuida a Juan Rodríguez.
Dejó escritas varias obras de carácter jurídico, algunas de ellas bajo el seudónimo anagramático de Roman Sforcia Cusani.
| Predecesor: José González Caballero | Presidente del Consejo de Indias (interino) Diciembre de 1662 - 1671     | Sucesor: Pedro Portocarrero y Aragón |
| Predecesor: Pedro Núñez de Guzmán   | Gobernador del Consejo de Castilla (interino) Julio – septiembre de 1677 | Sucesor: Juan de la Puente Guevara   |